# اف‌ام‌ای آی‌ای-۶۳ پامپا
آی. ای-۶۳ پامپا یک جت آموزشی پیشرفته با قابلیت رزمی است که در آرژانتین توسط فابریکا آرخنتینا دی آویونس (FAdeA) با کمک دورنیر آلمان تولید شده است.

## طراحی و توسعه
در سال ۱۹۷۸ شرکت آرژانتینی فابریکا میلیتار دی اویونز (اف.ام. ای)، به درخواست نیروی هوایی آرژانتین، مطالعات طراحی اولیه برای جایگزین جت آموزشی ام. اس-۷۶۰ پاریس را آغاز نمود. این مطالعات منجر به طرحی پیشنهادی شد که دارای بالهای مستقیم نصب شده در بالای بدنه بوده و از یک موتور توربوفن تی.اف. ئی ۷۳۱ استفاده می‌نمود. در همان زمان (اف.ام. آ) قرارداد مشارکتی بادورنیر آلمان برای توسعه هواپیمای جدید امضا کرد.
گرچه طراحی پامپا تحت تأثیر طراحی هواپیمای داسو/دورنیه آلفا جت می‌باشد، اما پامپا هواپیمایی کوچکتر است، همچنین تک موتوره بوده و به جای بالهای رو به عقب آلفا جت دارای بال‌های مستقیم، نصب شده در بالا است. این هواپیما عمدتاً از آلیاژ آلومینیم ساخته شده از پلیمر تقویت شده با الیاف کربن برای قطعاتی مانند ورودی هوا استفاده شده است. دو سرنشین هواپیما پشت سرهم و در زیر یک کاناپی (آسمانه) یک پارچه صدفی شکل می نشینتد. سیستم‌های اویونیک نیز ساده‌تر از هواپیماهای فرانسوی-آلمانی بوده، که نقش ثانویه رزمی مهمی دارد. نمونه اولیه پامپا اولین بار در ۶ اکتبر ۱۹۸۴ پرواز کرد.

## گونه‌ها
آی. ای-۶۳

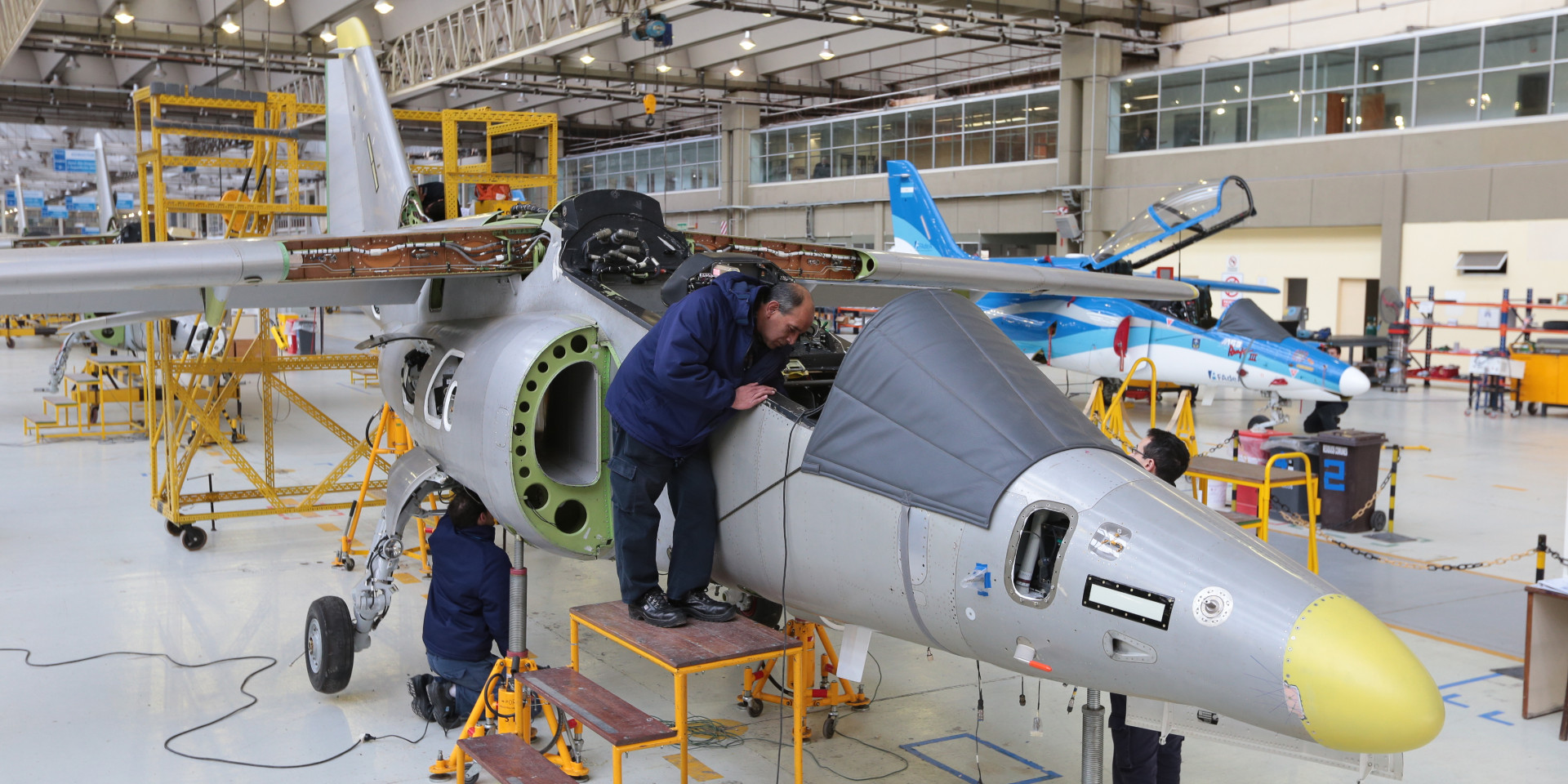
خط تولید هواپیمای آموزشی، آفندی آی‌ای-۶۳ پامپا

تولید سری اولیه به دلیل وضعیت اقتصاد آرژانتین به تعویق افتاد و با مشکل مواجه شد و در نتیجه تنها ۱۸ هواپیمای تولیدی در دسته اول (۱۹۸۸ تا ۱۹۹۰) و شش فروند در دسته دوم (۲۰۰۶ الی ۲۰۰۷) برای نیروی هوایی آرژانتین، تولید شد. اولین تحویل در آوریل ۱۹۸۸ انجام شد.
۱۸ فروند که همگی مدرن و به روزرسانی شده‌اند در خدمت نیروی هوایی آرژانتین هستند، که در تیپ چهارم هوایی در مندوسا مستقر بوده و برای نقش آموزش پیشرفته خلبانان مورد استفاده قرار می‌گیرند. .
ووت پامپا ۲۰۰۰

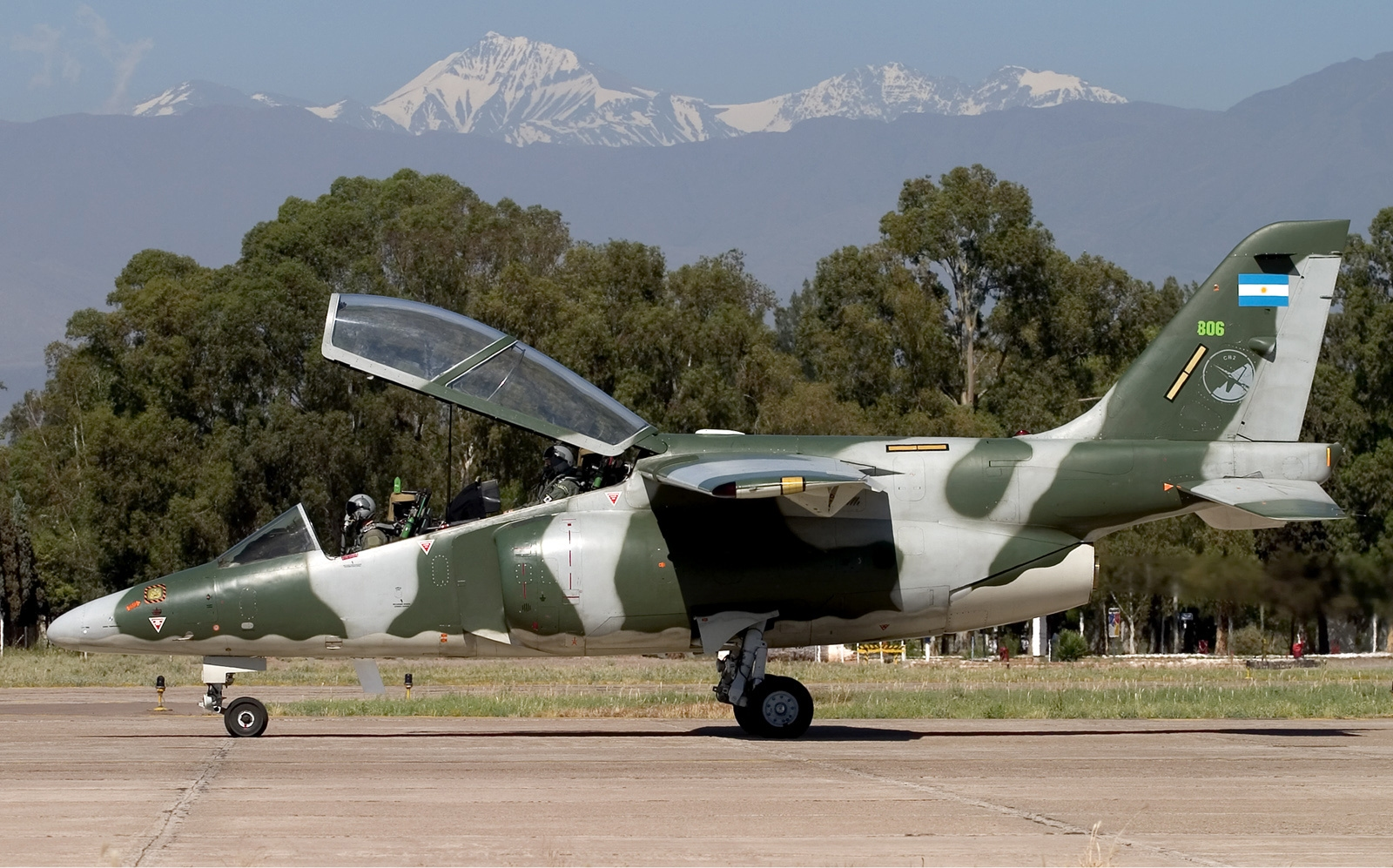
آی‌ای-۶۳ پامپا با رنگ آمیزی استتار نیروی هوایی آرژانتین در سال ۲۰۰۵

در سالهای ۱۹۹۰ ال.تی. وی/ووت هواپیمای آی. ای-۶۳ را به عنوان پایه برای پروژه پامپا ۲۰۰۰ انتخاب نمود، که ووت با آن در رقابت سیستم مشترک هواپیمای آموزشی اولیه  (JPATS) برای نیروی هوایی ایالات متحده شرکت کرد. پامپا ۲۰۰۰ در این رقابت شکست خورد و بیچ‌کرفت تی-۶ تکسان ۲ توسط نیروی هوایی ایالات متحده آمریکا برگزیده شد.
ای. تی-۶۳ پامپا «فاز۲»
در سال ۱۹۹۵ با تصاحب سهام اف.ام. آ توسط لاکهید مارتین، پامپا با یک موتور جدید و اویونیک پیشرفته تر سازگار با ای-۴ای‌آر و همچنین سیستم تسلیحاتی ارتقا یافت.
این پروژه جدید ای. تی-۶۳ پامپا «فاز۲» (با کاربری تهاجمی-آموزشی) نام گرفت و بازاریابی بروی آن توسط لاکهید مارتین انجام شد.
ای. تی-۶۳ جی. تی پامپا «فاز۳»
در ۱۰ اکتبر ۲۰۱۳ خبر تولید دسته سوم شامل چهل فروند جدید پامپا بازطراحی شده، توسط فابریکا آرخنتینا دی آویونس FAdeA اعلام شد. پس از مدت‌ها تأخیر، سرانجام در سال ۲۰۱۵ نمونه اولیه سومین نسخه از پامپا به مطبوعات معرفی شد. با این حال، تورم افسارگسیخته و رکود اقتصادی شدید، تأمین مالی برای ساخت هر یک از هواپیماهای وعده داده شده را برای دولت آرژانتین غیرممکن کرده است.
در سال ۲۰۱۶، دولت جدید آرژانتین اجازه پیشرفت پروژه را داد و اولین پرواز "پامپا ۳" در همان سال انجام شد.از جولای ۲۰۱۷، پامپا-۳ نشانه‌های کمی از پیشرفت را نشان می‌دهد. بر اساس داده‌های ماهنامه (نیروهای هوایی)، FAdeA برای تکمیل ۳ فروند پامپا-۳ که برای سال ۲۰۱۷ برنامه‌ریزی شده بود، از قطعات هواپیمای پامپا-۲ که از خدمت خارج می‌شدند، استفاده نمود.

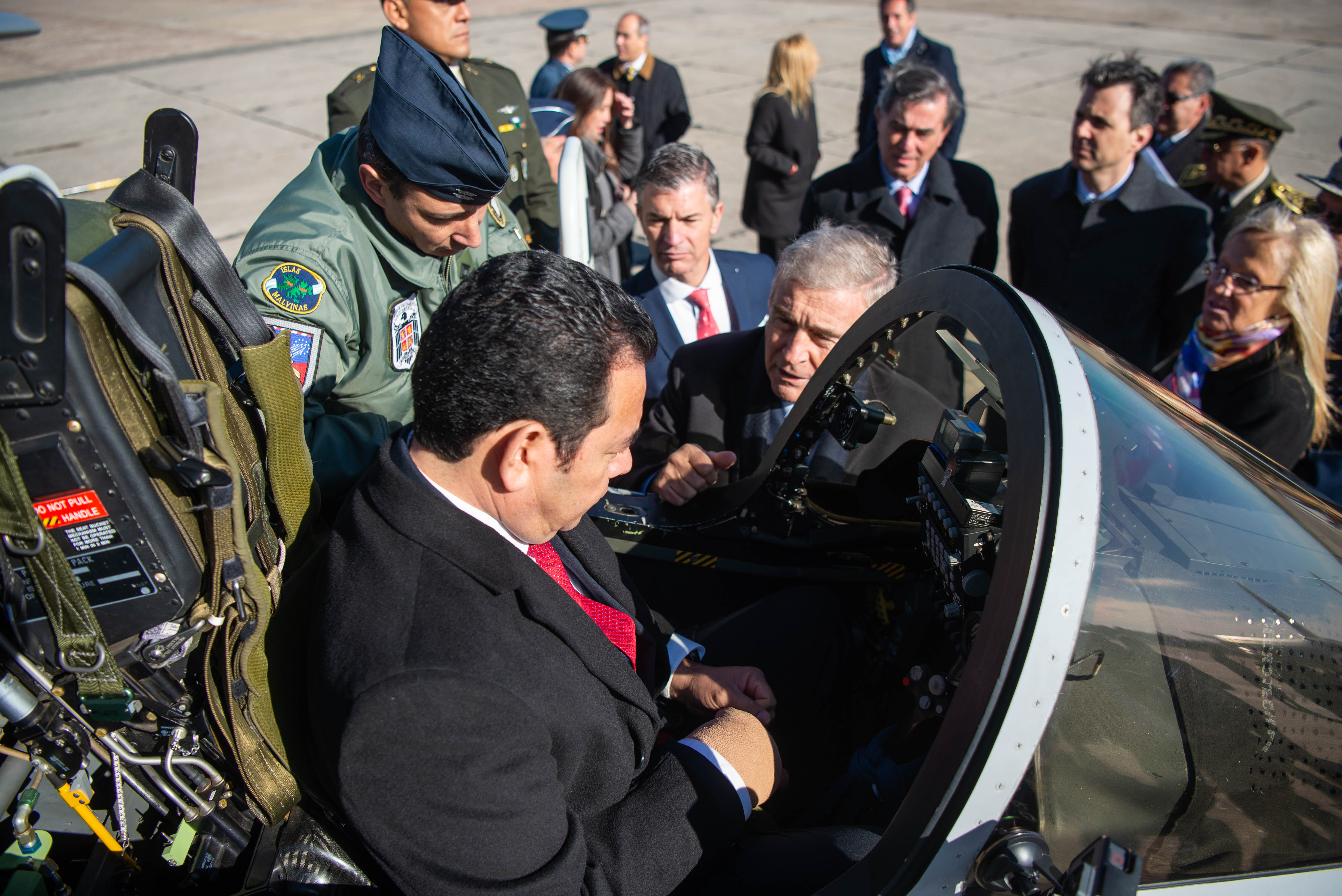
جیمی مورالس ریاست جمهوری گواتمالا در حال بازدید از یک پامپا-۳، یک خلبان نیروی هوایی آرژانتین در حال راهنمایی به اوست و در کتار خلبان اسکارآگواد
وزیر دفاع وقت آرژانتیندیده می‌شود

در ماه فوریه ۲۰۱۸ وزارت دفاع آرژانتین (در پی فاش شدن قرارداد برای اولین بار در دسامبر ۲۰۱۷)، قراردادی به ارزش ۳۰٫۳ میلیون دلار را با FAdeA برای تولید سه فروند دیگر پامپا فاز ۳ منعقد ساخت.
اولین پامپا-۳، با سریال E-824، اولین پرواز خود را در ۲۱ سپتامبر ۲۰۱۸ انجام داد.
دو هواپیمای اول پامپا-۳ در فوریه ۲۰۱۹ به نیروی هوایی آرژانتین تحویل داده شدند.آخرین فروند از مجموع ۶ پامپا-۳ در ۲۷ مارس ۲۰۲۰ تحویل داده شد.
در ۳ ژوئیه ۲۰۱۹، گواتمالا قراردادی به ارزش ۲۸ میلیون دلار برای خرید دو فروند جت آموزشی پامپا-۳ را امضا کرد. این قرار داد نیروی هوایی گواتمالا را به اولین مشتری صادراتی پامپا-۳ تبدیل می‌نمود. اما یک روز پس از خرید، نماینده محلی سازمان شفافیت بین‌الملل رئیس‌جمهور جیمی مورالس را متهم نمود که از قوانین محلی در مورد خریدهای عمومی اجتناب می‌کند.
این امر باعث شد تا حسابرس کل گواتمالا خرید را لغو کند.
بر اساس گزارش FAdeA، آنها همچنان در تلاش برای باز کردن قفل خرید هستند و دولت آرژانتین در حال بررسی اقدامات قانونی است.
ال‌ام‌ای‌ای‌اس‌ای آی‌ای ۶۳ پامپا ان‌جیطرحی با مشارکت لاکهید مارتین برای تولید پامپای به روز رسانی شده.

## مشخصات (آی‌ای ۶۳)
داده‌ها از Jane's All The World's Aircraft 1988–89 and Air Force Technology
ویژگی‌های عمومی
- خدمه: ۲
- طول: ۱۰٫۹۳ متر (۳۵ فوت ۱۰ اینچ)
- پهنای بال: ۹٫۶۹ متر (۳۱ فوت ۹ اینچ)
- ارتفاع: ۴٫۲۹ متر (۱۴ فوت ۱ اینچ)
- مساحت بال‌ها: ۱۵٫۶۳ متر مربع (۱۶۸٫۲ فوت مربع)
- ایرفویل: Dornier DoA-7
- وزن خالی: ۲٬۸۲۱ کیلوگرم (۶٬۲۱۹ پوند)
- وزن ناخالص: ۳٬۵۰۰ کیلوگرم (۷٬۷۱۶ پوند)
- بیشترین وزن برخاست: ۵٬۰۰۰ کیلوگرم (۱۱٬۰۲۳ پوند)
- پیشرانه: ۱ عدد موتورتوربوفن هانی ول تی ایی ایی ۷۳۱-۲-۲ ان, ۱۵٫۵۷ کیلونیوتن (۳٬۵۰۰ پوند-نیرو) thrust

عملکرد
- حداکثر سرعت: ۸۱۹ کیلومتر بر ساعت (۵۰۹ مایل بر ساعت، ۴۴۲ گره) در ۷٬۰۰۰ متر (۲۳٬۰۰۰ فوت)
- سرعت کروز: ۷۴۷ کیلومتر بر ساعت (۴۶۴ مایل بر ساعت، ۴۰۳ گره) در ۴٬۰۰۰ متر (۱۳٬۰۰۰ فوت)

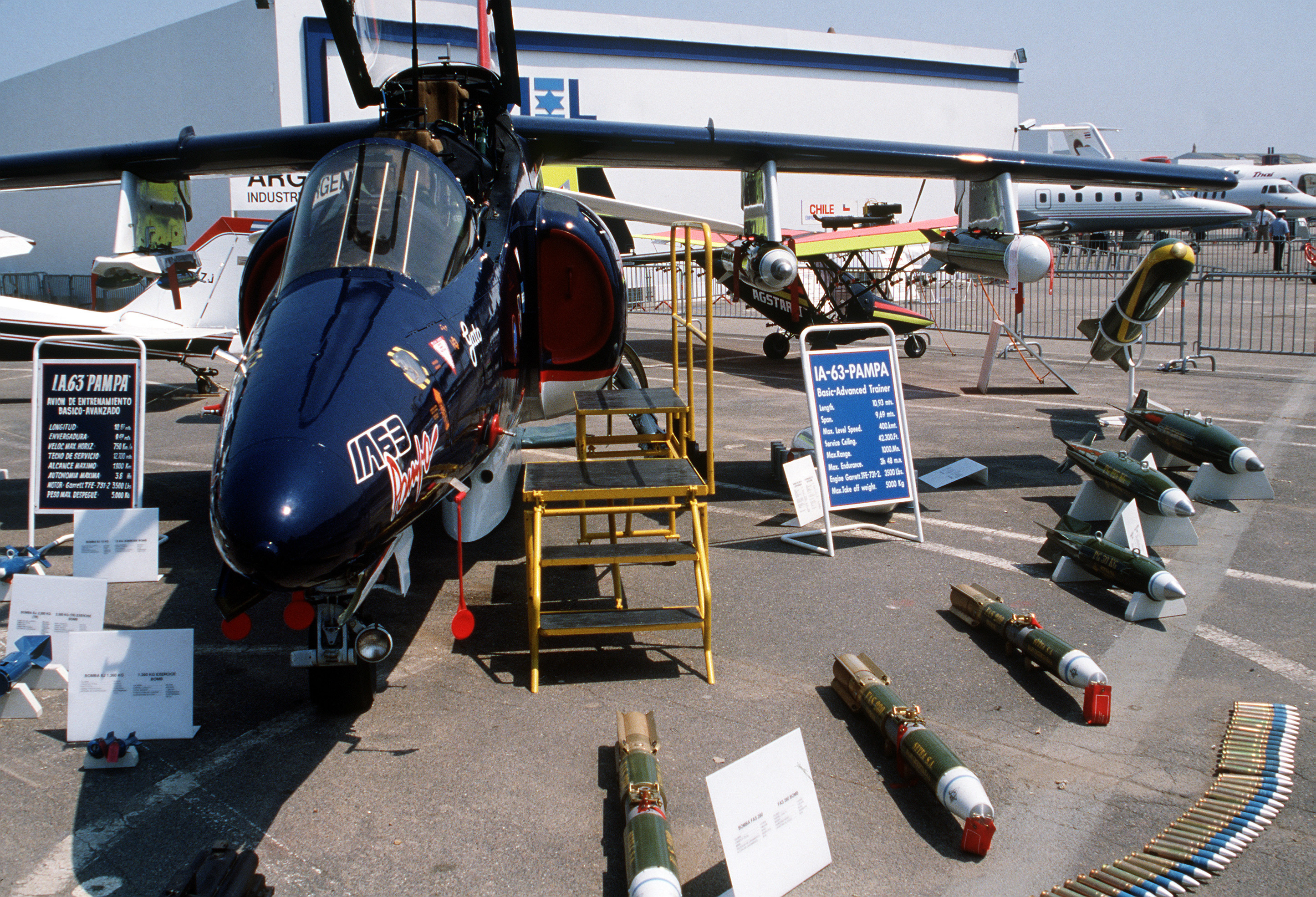
تسلیحات آی. ای-۶۳ پامپا

- حداکثر سرعت مجاز : ۰٫۸۱ ماخ در ۹٬۵۰۰ متر (۳۱٬۲۰۰ فوت)
- بُرد: ۱٬۵۰۰ کیلومتر (۹۳۰ مایل، ۸۱۰ مایل دریایی)
- حداکثر ارتفاع: ۱۲٬۹۰۰ متر (۴۲٬۳۰۰ فوت)
- نرخ صعود: ۳۰٫۲ متر بر ثانیه (۵٬۹۴۰ فوت بر دقیقه)

تسلیحات

- اسلحه‌ها: 

  - ۱ قبضه توپ ۳۰ میلی‌متری (۱٫۱۸ اینچی) دِفا-ژیا ۵۵۴ با ۱۵۴ گلوله.
  - ۴ قبضه تیربار ۷٫۶۲ میلی‌متر قابل حمل[۲۶][۲۷]
- آویزگاه‌های حمل سلاح: ۵ با ظرفیت 

  - ۴۰۰ کیلوگرم (۸۸۰ پوند) در جایگاه‌های تسلیحات در زیر بالها
  - ۲۵۰ کیلوگرم (۵۵۰ پوند) جایگاه تسلیحات زیر بدنه
- موشک‌ها: 

  - پرتاب کننده راکت ال ای یو-۵۱/۳۲
  - پرتاب کننده راکت ال ای یو-۱۰
  - پرتاب کننده راکت ای آر ام-۶۵۷ مامبورتا
- بمب‌ها: 

  - بمب‌های ام‌کی۸۱/ ام‌کی۸۲
  - بمب‌های تمرینی سی بی ال اس ۲۰۰